# Вивар-дель-Сид
Вивар-дель-Сид — населённый пункт в провинции Бургос, Кастилия и Леон), Испания. Расположен в 7 км от Бургоса. Население  260 человек.

## История
Считается, что здесь родился легендарный (но при этом исторический) средневековый испанский национальный герой Сид Кампеадор. 
В Вивар-дель-Сид ежегодно в июле проводятся Дни средневековья, мероприятия которых посвящены фигуре Сида.